# Lufkin (Texas)
Lufkin é uma cidade localizada no estado norte-americano de Texas, no Condado de Angelina.

## Demografia
Segundo o censo norte-americano de 2000, a sua população era de 32.709 habitantes.
Em 2006, foi estimada uma população de 33.863, um aumento de 1154 (3.5%).

## Geografia
De acordo com o United States Census Bureau tem uma área de
69,5 km², dos quais 69,2 km² cobertos por terra e 0,3 km² cobertos por água. Lufkin localiza-se a aproximadamente 95 m acima do nível do mar.

## Localidades na vizinhança
O diagrama seguinte representa as localidades num raio de 28 km ao redor de Lufkin.